# Wereldkampioenschappen moderne vijfkamp 1962
De wereldkampioenschappen moderne vijfkamp 1962 werden gehouden in Mexico-stad in de Mexico. Er stonden twee onderdelen op het programma alleen voor mannen. 

## Medailles

### Mannen
| Onderdeel   | Goud | Goud                                             | Zilver | Zilver                               | Brons | Brons                                  |
| ----------- | ---- | ------------------------------------------------ | ------ | ------------------------------------ | ----- | -------------------------------------- |
| Individueel | URS  | Edvard Sdobnikov                                 | URS    | Igor Novikov                         | HUN   | Ferenc Török                           |
| team        | URS  | Edvard Sdobnikov Valeriy Pizhuchkin Igor Novikov | HUN    | Ferenc Török Imre Nagy András Balczó | USA   | John Daniels Allan Jackson Paul Pesthy |

### Medaillespiegel
| Plaats | Land             | Goud | Zilver | Brons | Totaal |
| 1      | Sovjet-Unie      | 2    | 1      | 0     | 3      |
| 2      | Hongarije        | 0    | 1      | 1     | 2      |
| 3      | Verenigde Staten | 0    | 0      | 1     | 1      |
| Totaal | Totaal           | 2    | 2      | 2     | 6      |